# OfflinePedia

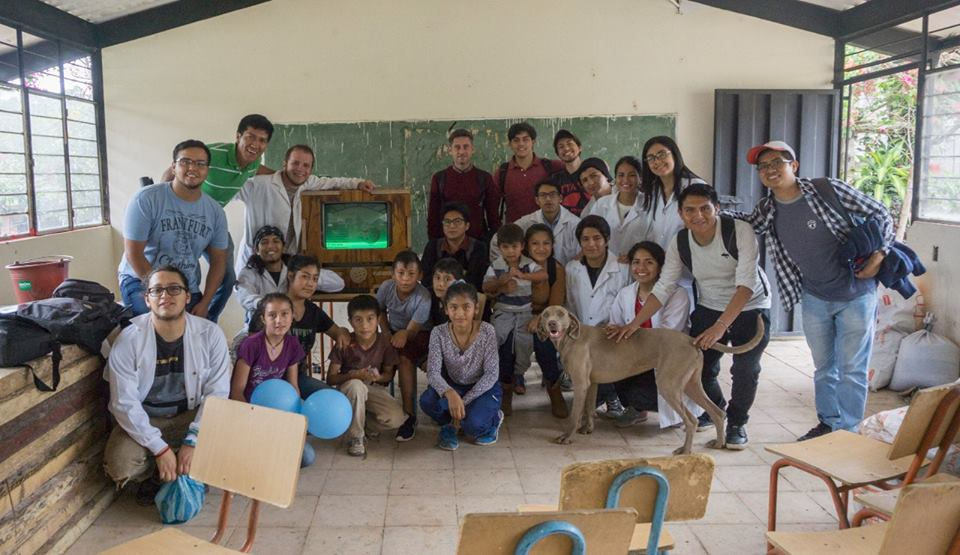
Equipo de estudiantes instalando un computador OfflinePedia

Computador OfflinePedia

OfflinePedia es un proyecto desarrollado por estudiantes de la Universidad Yachay Tech en Ecuador, para disponer de la información de Wikipedia en idioma español sin necesidad de conexión a Internet.
El proyecto fue creado por Joshua Salazar y Jorge Vega, en el año 2018, con el uso de desechos tecnológicos como televisores viejos CRT y monitores de computadoras, con esos recursos construyeron un computador funcional que contiene información de Wikipedia en español descargada en un solo archivo usando software Kiwix.
Joshua Salazar fue galardonado en la categoría Pionero como uno de los innovadores menores de 35 años de Latinoamérica 2019, premio otorgado por la revista MIT Technology Review.
Cerca de 800 personas en Ecuador usan OfflinePedia, en seis distintas comunidades rurales, en las provincias de Carchi, Pichincha, Imbabura y Pastaza.

## Características
Para utilizar Wikipedia sin internet se utilizan televisores y monitores en conjunto con el software Kiwix instalado en una tarjeta informática del tamaño de una cédula de identidad.